# Steve Hérélius
Steve Hérélius est un boxeur français né le 15 juillet 1976 à Paris.

## Carrière
Surnommé le Centurion, Hérélius passe professionnel en 2002. En avril 2003, il s'empare du titre de champion de France des poids lourds. Invaincu après 14 victoires, il affronte le polonais Albert Sosnowski en 2007 mais connait sa première défaite par KO technique au 9e round.
Il fait partie de la Team Asventure (Sébastien Acariès), dont il est l'un des chefs de file avec Hassan N'Dam N'Jikam.
À deux reprises, il bat l'ancien champion d'Europe des poids lourds-légers Jean-Marc Monrose, leur 2e affrontement en juin 2009 étant pour le titre Inter-continental WBA. Le 3 juillet 2010, il domine à Stuttgart l'ancien champion du monde allemand Firat Arslan et devient champion du monde WBA par intérim des lourds-légers. Le 30 octobre, Hérélius bat aux points dans un combat de rentrée en 8 rounds le tchèque Roman Kracik.
Le 12 février 2011 à Mülheim en Allemagne, il perd sa ceinture WBA des lourds-légers, lors d'un duel de gauchers contre le cubain Yoan Pablo Hernández, après un KO à la 7e reprise.

## Référence
1. ↑  (en) Yoan Pablo Hernández vs. Steve Hérélius (boxrec.com